# 1998年中国大陆
| 中国历史 / 中国历史年表 |
| 世紀： 19世纪中国 / 20世纪中国 / 21世纪中国 |
| 年代： 1960年代中国大陆 / 1970年代中国大陆 / 1980年代中国大陆 / 1990年代中国大陆 / 2000年代中国大陆 / 2010年代中国大陆 / 2020年代中国大陆                     |
| 年份： 1994年中国大陆 / 1995年中国大陆 / 1996年中国大陆 / 1997年中国大陆 / 1998年中国大陆 / 1999年中国大陆 / 2000年中国大陆 / 2001年中国大陆 / 2002年中国大陆 |
| 纪年： 戊寅年（虎年）、中华人民共和国成立49周年 |

## 黨和國家領導人

### 最高領導人
- 中國共產黨中央委員會總書記：江澤民

### 國家元首
- 中華人民共和國主席：江澤民

### 政府首腦
- 中華人民共和國國務院總理：李鵬→朱鎔基

### 国会议长
- 全国人民代表大会常务委员会委员长：乔石→李鹏
- 中国人民政治协商会议全国委员会主席：李瑞环

## 大事記
- 1月1日，中華人民共和國与南非共和国正式建立外交关系；《中华人民共和国防洪法》正式施行。
- 1月3日，吉林省通化市东珠宾馆火灾，24人死亡，14人受伤。
- 1月5日，中国人民解放军航天员大队成立。
- 1月24日，河北省丰润县一市场鞭炮爆炸，42人死亡，46人受伤。辽宁省阜新矿务局王营子煤矿瓦斯爆炸，78人死亡。
- 2月11日凌晨0时30分，湖南湘阴县客车坠江，死亡31人，失踪32人。
- 2月13日，广东省广州市华润化妆品厂火灾，11人死亡。
- 3月3日，全国政协九届一次会议开幕，3月14日闭幕。这次会议选举李瑞环为全国政协主席。
- 3月5日，九届全国人大一次会议开幕，3月19日闭幕。这次会议批准国务院机构改革方案，决定调整和减少专业经济部门，加强宏观调控和执法监管部门，国务院部委从40个减少到29个。会议选举江泽民为国家主席、国家中央军委主席，胡锦涛为国家副主席，李鹏为全国人大常委会委员长，决定朱镕基为国务院总理。
- 3月5日至3月7日，陕西省西安市煤气公司液化气管理所发生爆炸事故，共造成11人死亡，1人失踪，34人受伤。
- 3月23日，歼-10战斗机首飞成功。
- 3月25日，山西省临猗县兽药总厂爆炸火灾，12人死亡。
- 4月5日，中央军委决定组建中国人民解放军总装备部，并于同年4月5日开始办公。
- 4月6日，河南省平顶山市石龙区沙石岭5号、6号煤矿、梁马煤矿瓦斯爆炸，62人死亡。
- 5月4日，河南省郑州市一大客车从黄河公路大桥落到黄河中，22人死亡，30人受伤。
- 5月18日，广西钦州市小董镇那兰村张朝溪采石场滑塌14人死亡，1人失踪，6人重伤。
- 5月24日，中华人民共和国香港特别行政区第一届立法会选举正式举行，为香港特别行政区成立以来的第一次立法会选举。
- 5月29日，中華人民共和國簽署了《聯合國氣候變化框架公約》，成為第37個締約國。
- 6月9日，中共中央、国务院发出《关于切实做好国有企业下岗职工基本生活保障和再就业工作的通知》，提出当前和今后一个时期，主要解决国有企业下岗职工基本生活保障和再就业问题；争取用五年左右的时间，初步建立起适应社会主义市场经济体制要求的社会保障体系和就业机制。
- 6月25日至7月3日，美国总统比尔·克林顿访华。
- 6月至8月，長江、松花江、珠江、閩江等主要河流發生水災。此次的長江洪水程度僅次於1954年，是長江在20世紀的第二次大洪水；松花江洪水是其在20世紀的第一次大洪水；珠江洪水是其在20世紀的第二次大洪水。
- 7月6日，位于香港大屿山赤鱲角的香港国际机场正式启用。作为全世界首条专为机场设计铁路的香港地铁机场快线同时启用。香港启德机场已于7月5日关闭。
- 7月9日7时20分，重庆江津市羊石镇中坝村三社客货船“羊石8号”，在长江重庆上游160.9公里徐梁滩口处翻沉。死亡失踪69人，直接经济损失35.73万元。
- 7月12日，四川省江安县交通局所属川江安渡0016号客渡船尾部触碰到“四川308”船队“川甲238”驳右首部，船体向右倾斜随即翻沉，死亡失踪94人。
- 7月22日，江泽民在全军打击走私工作会议上宣布解放军与武警部队停止一切经商活动。7月28日，中央纪委、中央政法委召开贯彻中央关于军队、武警部队和政法机关不再从事经商活动决定的电视电话会议。
- 8月12日，辽宁省沈阳市发生無軌電車觸電事故，5人死亡，9人重伤。
- 8月26日，江苏省常州市第一人民医院2号楼火灾，14人死亡。
- 8月27日8时5分左右，福建省三明汽车运输总公司宁化公司一华新牌中巴车超载至41人，开至建宁县省道建文线32公里+250米处，摔入山涧，车上人员死亡；17时03分，新疆伽师发生6.6级地震。倒塌房屋3652间，严重破坏近1.9万间。此前8月2日发生6.0级地震。两次地震造成3死21伤，受灾范围20个乡镇、25.82万人。房屋破坏面积193万多平方米，其中毁坏27.6万平方米，直接经济损失达1.78亿元。
- 8月28日，廣深鐵路完成高速電氣化改造，X2000新時速擺式列車開始用於廣深城際列車。
- 9月10日，中国东方航空一架麥道MD-11型客機執行MU586航班時起落架發生故障。飛機其後折返虹橋國際機場緊急迫降，全機人員安全，這是中國首宗民航飛機迫降事件。
- 9月30日上午9时40分，浦城县南浦客运车队一扬子牌中巴客车在福建省政和县境内坠入小溪中，死亡33人、伤8人。
- 10月1日，中国铁路实施第二次大提速。
- 10月5日，中华人民共和国签署《公民权利和政治权利国际公约》。
- 10月15日，天安门广场万人表演太极拳。
- 10月15日，黑龙江省鹤岗市乡镇企业局东兴煤矿瓦斯爆炸，46人死亡。
- 10月28日，中國國際航空905號班機在從北京飛往昆明的途中被劫持至台灣桃園國際機場，這是中國大陸民航機最後一次被劫持至台灣。
- 11月2日，中華人民共和國与汤加王国建交。
- 11月25日，中華人民共和國主席江澤民訪問日本，为中国国家元首首次访问日本。
- 11月26日，《中日聯合宣言》发表。
- 12月13日，西安市公安局刑警支隊與長安縣公安局陸續抓獲王萬明、宋乾平、張育平三人，偵破1998年陝西系列姦殺案，共涉及案件60起，死亡21人。

## 出生
- 11月9日——趙露思，演員

## 逝世
- 9月14日——楊尚昆，政治人物